# به‌طور کامل (فیلم ۱۹۶۹)
به طور کامل (انگلیسی: Hook, Line & Sinker) یک فیلم کمدی به کارگردانی جورج مارشال است که در سال ۱۹۶۹ منتشر شد.
این فیلم، آخرین فیلمی بود که جرج مارشال کارگردانی کرد و نیز آخرین فیلمی بود که جری لوئیس برای کمپانی فیلمسازی کلمبیا بازی کرد.

## بازیگران
- جری لوئیس
- پیتر لافورد
- ان فرانسیس
- پدرو گونزالز گونزالز
- بایرون فولگر